# جرج چاپلین
 جرج چاپلین (انگلیسی: George Chapline, Jr.؛ زاده ۶ مهٔ ۱۹۴۲) یک دانشمند اهل ایالات متحده آمریکا است.